# السفارة السعودية في المغرب
سفارة المملكة العربية السعودية في المملكة المغربية، هي بعثة دبلوماسية سعودية تقع في العاصمة المغربية الرباط ويترأس البعثة سفير خادم الحرمين الشريفين الدكتور/سامي بن عبدالله الصالح. العنوان: شارع الإمام مالك - طريق زعير كلم 3.5 - الرباط.

## سفراء السعودية في المغرب[2]
| اسم السفير                           | تاريخ التعيين   | تاريخ انتهاء التكليف | ملاحظات                          |
| ------------------------------------ | --------------- | -------------------- | -------------------------------- |
| خير الدين الزركلي                    | 10 سبتمبر 1957م | 1963م                |                                  |
| عبد العزيز الدغيثر، عبد الله الطبيشي | 1963م           | 1966                 | قائم أعمال بالإنابة وليسوا سفراء |
| جواد زكري                            | 1966م           | 1968م                |                                  |
| فخري شيخ الأرض                       | 1968م           | 1980م                |                                  |
| علي ماجد قباني                       | 22 ديسمبر1980م  | أكتوبر 1996م         | فريق أول                         |
| عبد العزيز بن محيي الدين خوجه        | 11 نوفمبر 1996م | أبريل 2004م          |                                  |
| محمد بن عبد الرحمن البشر             | 16 يوليو 2004م  | يناير 2014م          |                                  |
| عبد الرحمن محمد الجديع               | يناير 2014م     | يناير 2016           |                                  |
| عبد العزيز محي الدين خوجه            | يناير 2016م     | مايو 2018م           |                                  |
| عبدالله بن سعد الغريري               | 9 ديسمبر 2018   | 21 ديسمبر2023.       |                                  |
| سامي بن عبد الله الصالح              | 26 ديسمبر2023   |                      |                                  |

## وصلات خارجية
- موقع سفارة المملكة العربية السعودية السعودية في المغرب
- وزارة الخارجية السعودية (بالعربية)
- Ministry of Foreign Affairs of Kingdom of Saudi Arabia (بالإنجليزية)